# Локомотив (Ташкент)

Старий логотип клубу

Професійний футбольний клуб «Локомотив» (Ташкент) або просто «Локомотив» (узб. «Lokomotiv» Toshkent futbol klubi) — професіональний узбецький футбольний клуб з міста Ташкент. Заснований в 2002 році. Власником і головним спонсором клубу є державна компанія «Узбекистанська залізниця». У сезоні 2015 року посів друге місце у Вищій лізі чемпіонату Узбекистану і тим самим став володарем срібних медалей.
Є дворазовим віце-чемпіоном Вищої ліги чемпіонату Узбекистану, володарем Кубка Узбекистану, володарем та фіналістом Суперкубку Узбекистану, чемпіоном та бронзовим призером Першої ліги чемпіонату Узбекистану.
Станом на 2014 рік в рейтингу IFFHS клуб займає 483-тє місце.

## Історія
Футбольний клуб «Локомотив» (Ташкент) був заснований на початку 2002 року компанією «Узбекистанська залізниця». У сезоні 2002 року, почав брати участь у Другій лізі чемпіонату Узбекистану. У 2003 році клуб подав заявку на участь в Першій лізі, ПФЛ Узбекистану задовольнив заявку клубу і «Локомотив» почав брати участь в Першій лізі. У дебютному сезоні в Першій лізі, «Локомотив» посів друге місце і отримав путівку у Вищу лігу чемпіонату Узбекистану.
У сезоні 2004 року, в дебютному для «Локомотива» у Вищій лізі, команда посіла шосте місце і дійшла до чвертьфіналу Кубку Узбекистану. Найкращим бомбардиром команди в тому сезоні став Марсель Ідіатуллін. У 2005 році «Локомотив» не зміг вдало виступити, як в минулому сезоні, і за підсумками чемпіонату посів десяте місце, а також дійшов до чвертьфіналу Кубку Узбекистану. У 2005-2009 роках «Локомотив» виступав у Вищій Лізі як середняк і лише в сезоні 2009 року покращив свій дебютний результат - шосте місце.
Сезон 2010 року став для «Локомотива» кризовим, команда за підсумками сезону посіла передостаннє 13-е місце і вилетіла до Першої ліги, але дійшла до півфіналу Кубку Узбекистану. Після вильоту в Першу лігу, керівництво клубу взялася всерйоз зміцнювати та повертати клуб до Вищої ліги. Були придбані кілька місцевих футболістів та досвідчених легіонерів. Вже в тому ж сезоні, «залізничники» перемогли в Першій лізі і отримали путівку до вищої ліги. У тому сезоні найкращим бомбардиром команди став Зайніддін Таджєв, який забив тридцять м'ячів у ворота суперників.
У сезоні 2012 року, коли «Локомотив» повернувся до Вищої ліги, керівництво клубу поставило завдання - увійти хоча б до п'ятірки команд за підсумками чемпіонату. Головним тренером клубу став вірменський фахівець Хорен Оганасян, були придбані легіонери і місцеві досвідчені футболісти. Результат був уже в тому сезоні, «Локомотив» посів третє місце і виграв бронзові медалі чемпіонату Узбекистану. Посівши третє місце, «Локомотив» отримав путівку в кваліфікаційний раунд Ліги Чемпіонів АФК 2013 року.
У 2013 році головним тренером команди був призначений відомий таджицький фахівець — Хакім Фузайлов. «Локомотив (Ташкент)» почав сезон з матчів кваліфікаційного раунду Ліги Чемпіонів АФК. У тому раунді, «Локомотив» грав проти клубу «Аль-Наср» з ОАЕ, але програв з рахунком 3:2 на користь «Аль-Насра». У тому сезоні, «Локомотив (Ташкент)» посів друге місце у Вищій лізі і отримав путівку в плей-оф кваліфікації Ліги Чемпіонів АФК. Також в сезоні 2013 року, клуб дійшов до півфіналу Кубку Узбекистану.
На початку 2014 року «Локомотив» розпочав сезон із матчів плей-оф кваліфікації Ліги Чемпіонів АФК проти кувейтської команди «Аль-Кувейт», але і вдруге програв з рахунком 3:1 і завершив виступи. Сезон 2014 року, незважаючи на поразку в кваліфікації Ліги чемпіонів, став вдалим в історії клубу. «Локомотив» зайняв друге місце і переміг у фіналі Кубку Узбекистану «Буньодкор» і став володарем Кубку Узбекистану.

## Статистика виступів у чемпіонаті
| Сезон | Ліга                  | Місце | Ігор | Перемог | Нічиїх | Поразок | Заб.м'ячів | Пр.м'ячів | Очок | Кубок Узбекистану | АФК     | Бомбардир (Ліги)                             |
| ----- | --------------------- | ----- | ---- | ------- | ------ | ------- | ---------- | --------- | ---- | ----------------- | ------- | -------------------------------------------- |
| 2002  | Друга ліга Перша ліга | 8     | 32   | 15      | 5      | 12      | 48         | 36        | 50   | –                 | –       | -                                            |
| 2003  | Друга ліга Перша ліга | 2     | 28   | 20      | 3      | 5       | 78         | 22        | 63   | –                 | –       | -                                            |
| 2004  | Вища ліга             | 6     | 26   | 10      | 6      | 10      | 37         | 35        | 36   | 1/4               | –       | Марсель Ідіатуллін— 7 Ойбек Усмонходжаєв — 7 |
| 2005  | Вища ліга             | 10    | 26   | 9       | 3      | 14      | 39         | 46        | 30   | 1/4               | –       | Марсель Ідіатуллін — 11                      |
| 2006  | Вища ліга             | 9     | 30   | 10      | 8      | 12      | 39         | 55        | 38   | 1/16              | –       | Марсель Ідіатуллін — 13                      |
| 2007  | Вища ліга             | 14    | 30   | 6       | 8      | 16      | 25         | 44        | 26   | 1/32              | –       | Ільхом Муміджонов — 5                        |
| 2008  | Вища ліга             | 8     | 30   | 11      | 4      | 15      | 41         | 38        | 37   | 1/32              | –       | Марсель Ідіатуллін — 8                       |
| 2009  | Вища ліга             | 6     | 30   | 11      | 9      | 10      | 34         | 40        | 42   | 1/32              | –       |                                              |
| 2010  | Вища ліга             | 13    | 26   | 6       | 5      | 15      | 20         | 38        | 23   | 1/2               | –       |                                              |
| 2011  | Перша ліга            | 1     | 30   | 25      | 4      | 1       | 102        | 11        | 79   | 1/16              | –       | Зайніддін Таджиєв — 30                       |
| 2012  | Вища ліга             | 3     | 26   | 14      | 7      | 5       | 43         | 22        | 49   | 1/4               | –       | Зайніддін Таджиєв — 12                       |
| 2013  | Вища ліга             | 2     | 26   | 19      | 3      | 4       | 63         | 21        | 60   | 1/2               | Плей-оф | Фарход Таджиєв — 17                          |
| 2014  | Вища ліга             | 2     | 26   | 20      | 4      | 2       | 58         | 21        | 64   | Переможець        | Плей-оф | Фарход Таджиєв — 13                          |

## Склад команди
Станом на 18 квітня 2016
| №  | Поз. | Нац.       | Гравець                       |
| -- | ---- | ---------- | ----------------------------- |
| 1  | ВР   | Узбекистан | Ігнатій Нестеров              |
| 12 | ВР   | Узбекистан | Мамур Ікрамов                 |
| 30 | ВР   | Узбекистан | Сардор Кабулжанов             |
| 44 | ВР   | Узбекистан | Арбор Карімов                 |
| 47 | ВР   | Узбекистан | Рустам Нартарджиєв            |
| 66 | ВР   | Узбекистан | Сарвар Карімов                |
| 3  | ЗХ   | Узбекистан | Шавкат Мулладжанов            |
| 4  | ЗХ   | Узбекистан | Бобур Юлдашев                 |
| 17 | ЗХ   | Узбекистан | Салім Мустафаєв               |
| 20 | ЗХ   | Узбекистан | Іслам Тухтаходжаєв            |
| 31 | ЗХ   | Сербія     | Неманья Янчич                 |
| 38 | ЗХ   | Узбекистан | Улугбек Абдулаєв              |
| 40 | ЗХ   | Узбекистан | Іслам Ісмаїлов                |
| 45 | ЗХ   | Узбекистан | Лазар Адамов                  |
| 68 | ЗХ   | Узбекистан | Сергій Прохоров               |
| 8  | ПЗ   | Узбекистан | Сардор Мірзаєв                |
| 9  | ПЗ   | Узбекистан | Дішольд Рахматуллаєв          |
| 13 | ПЗ   | Узбекистан | Лутфулла Тураєв               |
| 15 | ПЗ   | Узбекистан | Абдурахман Жулдбасов          |
| 16 | ПЗ   | Узбекистан | Джасур Джумамурадович Хасанов |
| 18 | ПЗ   | Узбекистан | Тимур Кападзе                 |

| №  | Поз. | Нац.       | Гравець                    |
| -- | ---- | ---------- | -------------------------- |
| 21 | ПЗ   | Узбекистан | Карен Абрамов              |
| 22 | ПЗ   | Узбекистан | Санжар Шоахмедов           |
| 24 | ПЗ   | Узбекистан | Ібрагім Рахімов            |
| 28 | ПЗ   | Узбекистан | Ікром Алібаєв              |
| 33 | ПЗ   | Узбекистан | Олег Зотеєв                |
| 37 | ПЗ   | Узбекистан | Алішер Шералієв            |
| 39 | ПЗ   | Узбекистан | Сардор Ахмадалієв          |
| 42 | ПЗ   | Узбекистан | Голіб Карімов              |
| 43 | ПЗ   | Узбекистан | Джахонгір Сафоров          |
| 56 | ПЗ   | Узбекистан | Абдулла Зікруллаєв         |
| 62 | ПЗ   | Узбекистан | Тимур Міфтахутдінов        |
| 69 | ПЗ   | Узбекистан | Хумаюн Абдулалімов         |
| 77 | ПЗ   | Узбекистан | Джасур Озиркулович Хасанов |
| 99 | ПЗ   | Чорногорія | Дамір Кояшевич             |
| 7  | НП   | Росія      | Руслан Корян               |
| 10 | НП   | Узбекистан | Марат Бікмаєв              |
| 11 | НП   | Узбекистан | Тимурходжа Абдулхаліков    |
| 27 | НП   | Узбекистан | Бабур Тіллабаєв            |
| 35 | НП   | Узбекистан | Даврон Тургунов            |
| 67 | НП   | Узбекистан | Тимур Усманов              |

## Керівництво клубу
| Президент клубу              | Равшан Ікрамов       |
| Генеральний директор         | Закір Сейдуллаєв     |
| Заст. генерального директора | Тулабек Акрамов      |
| Директор                     | Кабіл Юнусов         |
| Спортивний директор          | Равшан Мукімов       |
| Адміністратор                | Улугбек Усманходжаєв |
| Адміністратор                | Бахтияр Ісмаілов     |

## Персонал клубу
| Голоіний бухгалтер   | Бахром Азімов     |
| Юрист клубу          | Вінер Рахмангулов |
| Директор академії    | Еркін Саїдов      |
| Головний лікар клубу | Ойбек Умаров      |
| Масажист             | Гурген Ісраелян   |
| Масажист             | Олександр Волошин |

## Тренерський штаб
| Головний тренер              | Вадим Абрамов       |
| Помічник тренера             | Андрій Микляєв      |
| Тренер                       | Марат Міфтахутдінов |
| Тренер з фізичної підготовки | Констянтин Кузнєцов |
| Тренер воротарів             | Руслан Ахмедханов   |

## Досягнення
- Чемпіонат Узбекистану
  -  Чемпіон (3): 2016, 2017, 2018
  -  Срібний призер (4): 2013, 2014, 2015, 2019

- Перша ліга Чемпіонату Узбекистану
  -  Чемпіон (1): 2011
  -  Срібний призер (1): 2003

- Кубок Узбекистану
  -  Володар (3):  2014, 2016, 2017

- Суперкубок Узбекистану
  -  Володар (2): 2015, 2019
  -  Фіналіст (1): 2014

## Міжнародні виступи
| Сезон | Турінр             | Рунд       | Суперник                          | Результат |
| ----- | ------------------ | ---------- | --------------------------------- | --------- |
| 2013  | Ліга чемпіонів АФК | 1-ий раунд | Аль-Наср (футбольний клуб, Дубаї) | 3:2       |
| 2014  | Ліга чемпіонів АФК | плей-оф    | Аль-Кувейт                        | 3:1       |

## Відомі гравці
- Афзал Азізов
- Бахтіяр Ашурмуратов
- Марат Бікмаєв
- Еркін Бойдуллаєв
- Павло Бугало
- Анвар Гафуров
- Олександр Гейнрих
- Сухоб Джураєв
- Іслом Іномов
- Тимур Кападзе
- Віктор Карпенко
- Ільдар Магдеєв
- Янніс Мандзукас
- Ільхом Мумиджонов
- Фозіл Мусаєв
- Іван Нагаєв
- Ігнатій Нестеров
- Павло Соломин
- Зайниддін Таджиєв
- Фарход Таджиєв
- Лутфулла Тураєв
- Санжар Турсунов
- Іслом Тухтаходжаєв
- Артем Філіпосян
- Азізбек Хайдаров
- Джасур Хасанов
- Хікмат Хошимов
- Олександр Шадрин
- Акмал Холматов
- Максим Казанков
- Євгеній Земсков
- Арам Восканян
- // Руслан Корян
- Жора Оганесян
- Ромік Хачатурян
- Кахі Махарадзе
- Александру Оніке
- Артурас Фоменко
- Евертон Кавальканте
- Петер Ворош
- Неманья Янчич
- Дамір Кояшевич
- Евгений Гоголь
- Олександр Філімонов
- Іван Кучеренко
- В'ячеслав Шевченко
- Сергій Літовченко

## Тренери
| Період    | Тренер              |
| --------- | ------------------- |
| 2002      | Анвар Джабборов     |
| 2003      | Тура Шаймарданов    |
| 2004      | Андрій Мікляєв      |
| 2005      | Рустам Мирсадиков   |
| 2005      | Тура Шаймарданов    |
| 2006      | Равшан Мукімов      |
| 2007      | В'ячеслав Солохо    |
| 2007      | Равшан Бозоров      |
| 2007      | в.о Равшан Мукімов  |
| 2008      | Сергій Ковшов       |
| 2009—2010 | Вадим Абрамов       |
| 2010      | Марат Міфтахутдінов |
| 2010      | в.о Андрій Мікляєв  |
| 2010      | Тачмурад Агамурадов |
| 2011      | в.о Равшан Мукімов  |
| 2012      | Хорен Оганесян      |
| 2012      | в.о Равшан Мукімов  |
| 2013—2014 | Хакім Файзулов      |
| 2014—2015 | Вадим Абрамов       |
| 2015      | и.о Андрій Мікляєв  |
| 2015—2016 | Мірко Єличич        |
| 2016—н.в  | Андрій Мікляєв      |

## Виробники форми
| 2002—2012 | Adidas |
| 2013—н.в  | Joma   |

## Партнерство з іншими клубами
Футбольний клуб «Локомотив» має дружні відносини і офіційні партнерства з двома футбольними клубами з Англії та Ірану - «Флітвуд Тау» і «Сепахан» відповідно..